# Heino (cantante)
Heino, pseudonimo di Heinz Georg Kramm (Düsseldorf, 13 dicembre 1938), è un cantante e showman tedesco, crooner di genere Schlager, easy listening e folk dalla profonda voce di baritono e dal caratteristico aspetto: capelli biondi e onnipresenti occhiali da sole (a causa di un esoftalmo da morbo di Basedow).
È molto popolare nei paesi mitteleuropei, dove riscuote un duraturo successo fin dagli anni sessanta che lo ha portato a vendere più dischi dei Beatles. È altresì noto anche negli Stati Uniti  grazie a un fenomeno di culto trasversale che coinvolge esponenti della scena indie rock.
A fianco della propria carriera folk e Schlager, Heino ha saputo rileggere autoironicamente il proprio repertorio cimentandosi in altri generi musicali. A partire dal 1989 ha pubblicato remix in versione dance dei propri successi. Nel 2013 ha radicalmente ridefinito la propria immagine dedicandosi a generi come hard rock e heavy metal, realizzando cover di noti brani del genere e reinterpretando i propri successi in questa chiave.

## Biografia
Heino nasce a Düsseldorf il 13 dicembre del 1938 come Heinz Georg Kramm. Cresce con la sorella Hannelore e la madre Franziska dopo che il padre, arruolato nella Wehrmacht, perse la vita durante la guerra. È la sorella minore a creare il nome Heino, non riuscendo a pronunciare il suo nome Heinz Georg.

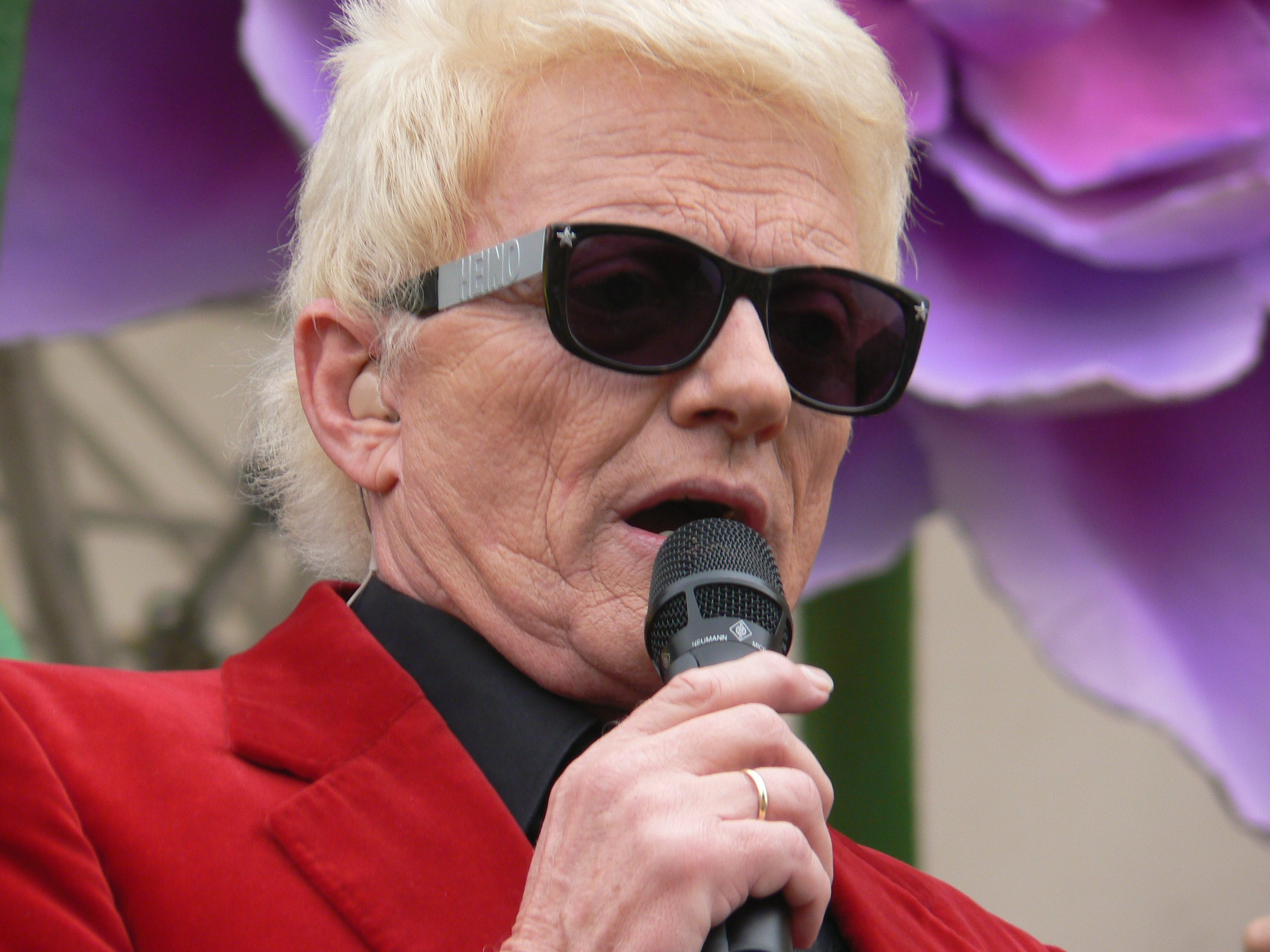
Heino a Düsseldorf nell'agosto 2006

Il suo interesse per la musica inizia quando sua madre gli regala una fisarmonica nel 1948, sebbene la sua famiglia non possa effettivamente permetterselo. Le sue prime apparizioni come cantante risalgono al 1955, durante il suo periodo di apprendistato come fornaio. In seguito si divide tra il lavoro nei più raffinati ristoranti di Düsseldorf e la musica, fino al 1960, quando decide di dedicarsi interamente alla seconda. In questi anni suona con il suo gruppo OK singer (anche conosciuto come Die 3 Küchenbuben e composto, oltre che da Heino, anche da Dieter Wolf e Dino Engelhardt) in locali notturni di strip-tease. Nel 1965 il gruppo incide un 45 giri con il nome Die 3 Küchenbuben, Die Köchin sprach zum Koch/Die Kaltmamsell vom Parkhotel, con l'etichetta Cady, e nel 1966 altri come OK Singer con l'etichetta Pepita di genere pop e rock 'n' roll.
Nel 1966 Heino viene scoperto da Ralf Bendix che gli fa firmare un contratto con la sua Electrola, sottoetichetta della casa discografica EMI. Con il suo gruppo pubblica ancora singoli per questa casa discografica, fino a quando Bendix produce il primo album di Heino solista, Heino, di genere più prettamente folk. L'album ottiene un buon successo di vendite (i suoi primi album venderanno in Germania più dei dischi dei Beatles) e segna l'inizio della carriera discografica di Heino. Heino percepisce per la prima volta la sua popolarità durante una vacanza a Rimini, sentendo alla radio la sua Jenseits des Tales, retro del suo primo 45 giri 13 Mann und ein Kapitän (1966).

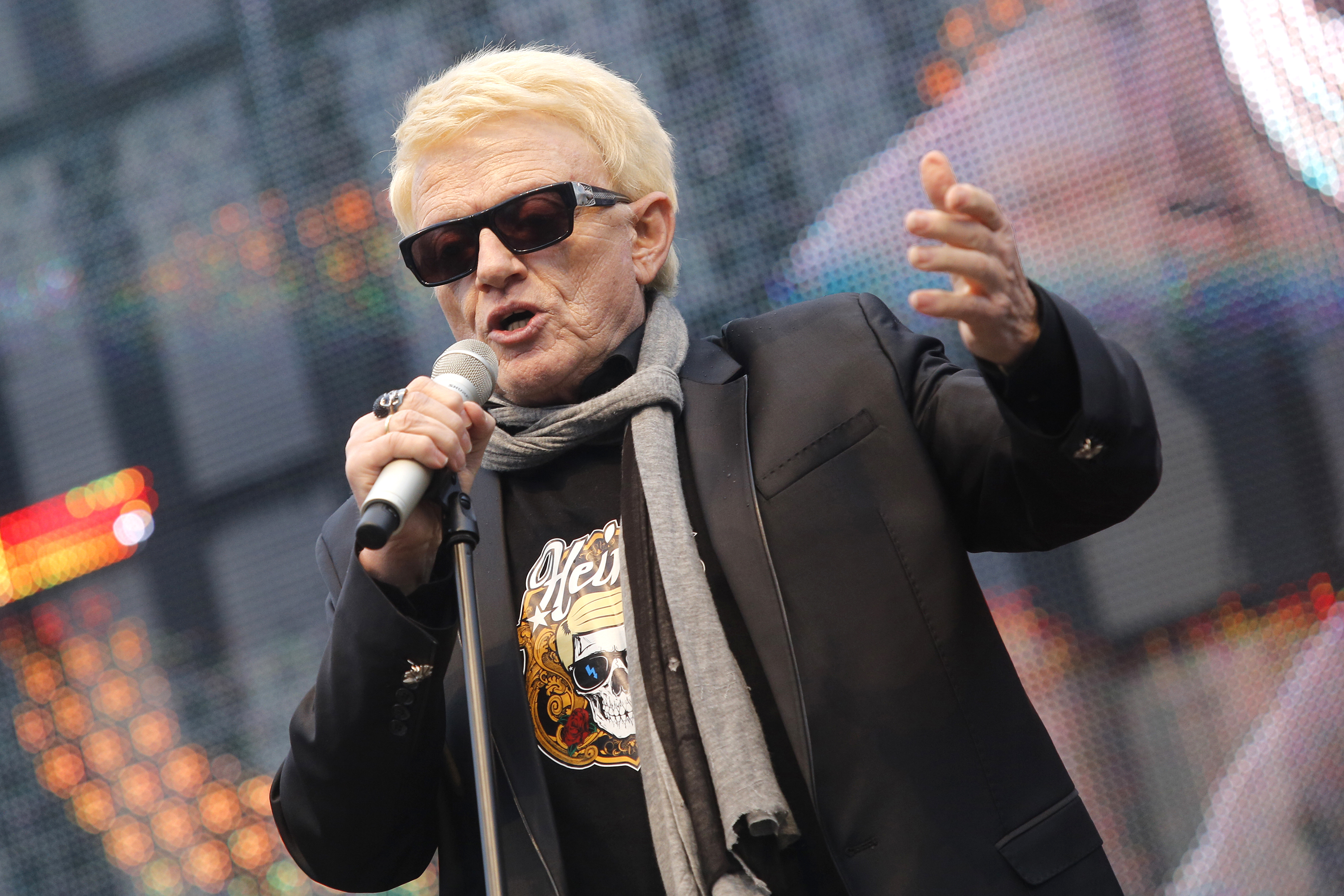
Heino nel 2013 al Wolkenkratzer-Festival di Francoforte

Nel 1972 Heino pubblica il 45 giri Blau blüht der Enzian/Irgendwann sind alle gleich. La titletrack sarà destinata a diventare la sua canzone largamente più conosciuta. Il singolo raggiunge la 2ª posizione in Germania, la 3ª in Svizzera e la 18ª in Austria, mantenendosi stabile in classifica al 3º posto per tre settimane. Il brano ispirerà la realizzazione del musicarello omonimo, distribuito nel 1973, diretto da Franz Antel e interpretato da Ilja Richter, conduttore televisivo ben noto in Germania per la conduzione del celeberrimo programma musicale Disco, trasmesso dalla ZDF dal 1971 al 1982. Nel film Heino appare, così come molte altre star della scena Schlager, interpretando sé stesso e cantando il suo cavallo di battaglia.
Alla fine degli anni settanta, Heino esplora per un breve periodo anche il genere country, assai popolare in Germania. Esemplificativo in tal senso il singolo Beim alten Bill in Oklahoma del 1979. Ma è il folklore a rimanere il cardine della carriera musicale del cantante tedesco, che nei primi anni ottanta pubblica una serie di album di canzoni di montagna, del mare e di inni tradizionali e patriottici tedeschi, il cui titolo inizia per tutti gli album con Die schönsten deutschen-.
Nel 1993 conduce il varietà musicale Heino Die Show, nel quale invita molti musicisti della scena Schlager tedesca e vari ospiti internazionali, tra i quali Al Bano e Romina, molto popolari in Germania, che presentano un medley dei loro successi. In tale contesto Heino duetta con Nina Hagen nella canzone Hi-Nina Hi-Nina Heino, cover della canzone per bambini, Hi Lili Hi Lo.

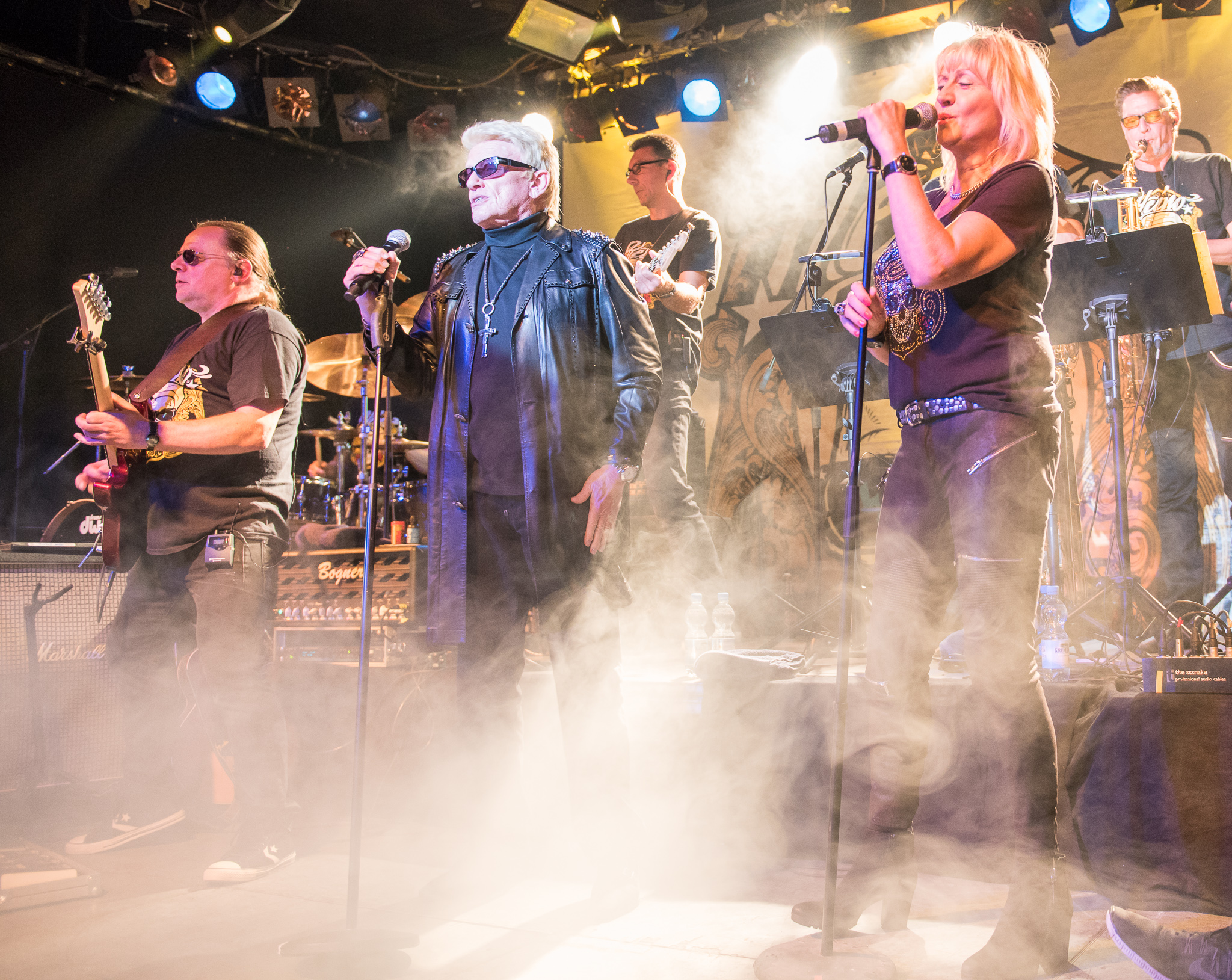
Heino dal vivo nel 2015 nella sua nuova veste rock

Negli anni novanta, ma già a partire dal 1989, Heino pubblica dei remix dei propri successi in versione dance acid house e techno. Nel 1989 escono i due singoli dance Enzian (remix di Blau blüht der Enzian) e Haselnuss (remix di Schwarzbraun ist die Haselnuß). Nel 1994, in collaborazione con D.J. N-Zian, pubblica il singolo Folk Dance Classics Vol. 1, che contiene due medley in versione dance dei suoi classici. Altro remix di Blau blüht der Enzian è Blau blüht der Enzian (Blau, Blau, Blau), cantato da Heino nel 2002 assieme alla cantante austriaca Antonia aus Tirol, al secolo Sandra Stumptner.
Dopo una carriera interamente votata alla musica melodica, a partire dal 2013 Heino ha ridefinito completamente la propria immagine e il proprio genere musicale, votandosi all'hard rock e all'heavy metal. Ha infatti pubblicato album di questi generi a partire dal 2013, come Mit freundlichen Grüssen (2013) e Schwarz blüht der Enzian (2014), nel primo eseguendo cover di celebri brani hard rock, punk rock e hip hop e nel secondo rivisitando i propri cavalli di battaglia in versione heavy metal.
In quest'occasione Heino ha aggiunto alla propria nuova immagine costituita da abiti neri in pelle, un nuovo logo, costituito da un teschio con la parrucca bionda e gli occhiali da sole. Nel 2013 Heino ha cantato assieme al gruppo industrial metal Rammstein il brano Sonne alla ventiquattresima edizione del festival Wacken Open Air.
Nel 2016 esce l'album Arschkarte, in cui Heino si confronta con il mondo del calcio.
Nel 2018 Heino annuncia che avrebbe festeggiato i 50 anni di carriera e con essi fatto uscire l'ultimo album, und Tschüss - Das letzte Album, il 23 novembre, dopodiché avrebbe dato l'addio alle scene con un ultimo tour tenuto nel 2019.

## Vita privata

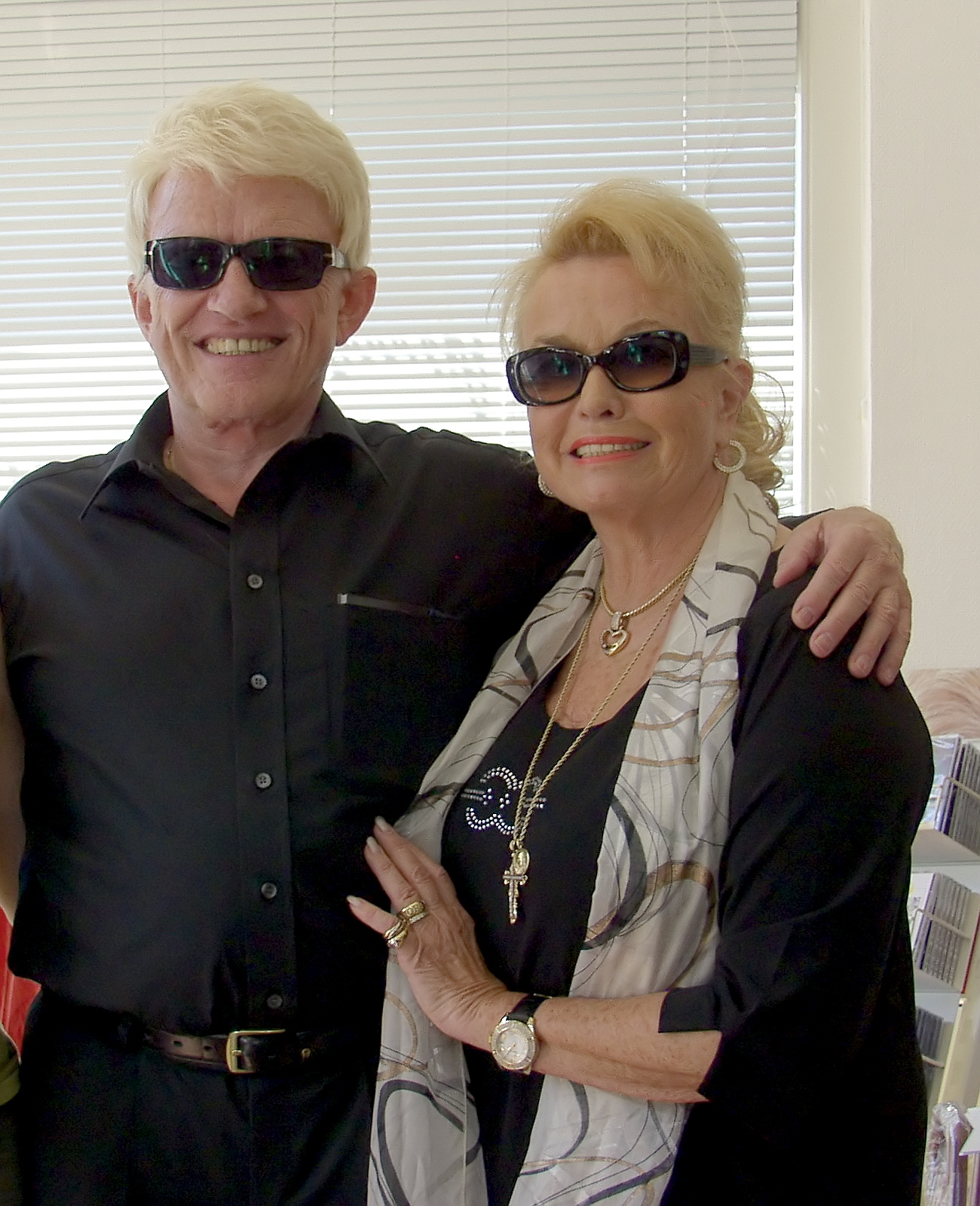
Heino e la terza moglie Hannelore Auer nel fanshop del cantante a Bad Münstereifel

Heino è stato sposato tre volte. Dalla prima moglie Henny ha avuto il figlio Uwe, nato nel 1960. Dalla seconda moglie, Lilo, non ha avuto figli, mentre da una relazione extraconiugale con Karin Theilenberg, nel 1968, ha avuto una figlia, Petra, morta suicida nel 2003, come la stessa madre Karin, nel 1988.
Nel 1972, al concorso di Miss Austria, ha conosciuto l'austriaca Hannelore Auer, ex moglie del principe di Auersperg, a sua volta cantante Schlager e attrice, che ha sposato il 4 settembre 1979 e con la quale è stato legato sentimentalmente fino alla morte di lei, avvenuta l'8 novembre 2023 per un improvviso arresto cardiaco (ella era già sofferente per le conseguenze di un grave incidente stradale avuto negli anni settanta, il suo cuore aveva già subito un grave infarto nel 2004 ed era portatrice di tre bypass coronarici). Nel 1984 con la moglie ha formato il duo Heino & Hannelore con cui ha pubblicato un album e due singoli. Hannelore è divenuta in seguito anche la sua manager, fino al 2004, quando ha subìto un attacco cardiaco che ha spinto Heino a ridurre le sue apparizioni pubbliche.
Heino risiede nella cittadina di Bad Münstereifel dove dal 1996 è titolare di un caffè, l'Heino Rathaus-Café, e svolge la sua attività di cantante nel tempo libero.

## Controversie
Heino è stato al centro di alcune controversie a causa di presunte correlazioni con il nazismo nelle canzoni da lui incise. In particolare per aver cantato canzoni intonate dalla Hitler Jugend, come il brano Schwarzbraun ist die Haselnuß, dalla Wehrmacht o dall'Afrika Korps (Heia Safari). Negli anni settanta, su commissione del presidente del Land del Baden-Württemberg, Walter Scheel, Heino ha intonato in un album destinato ai bambini l'inno tedesco completo di strofe nazionaliste che venivano cantate durante il nazismo, in seguito epurate grazie alla denazificazione. La qual cosa, considerata un tabù, ha creato scandalo e mosso un'interrogazione parlamentare. Una versione del Deutschlandlied è infatti inclusa nell'album del 1977 Uns geht die Sonne nicht unter - Heimat- und Vaterlandslieder. Nel 1996 ha inoltre pubblicato l'inno tedesco in un singolo uscito su CD per Ariola e intitolato Die Deutsche Nationalhymne.
Per le medesime ragioni l'ascolto di Heino era proibito nella DDR, poiché era considerato esponente del pensiero conservatore e retrogrado occidentale. Heino ha infatti tenuto il suo primo concerto nella Germania Est solamente nel 1990, dopo la caduta del muro di Berlino.
Interrogato in merito alla propria salute, in un'intervista del 2013, Heino ha dichiarato di essere ancora «duro come l'acciaio, resistente come il cuoio e agile come un levriero». La frase cita un discorso pronunciato da Adolf Hitler durante un comizio davanti a 50.000 membri della Hitler Jugend nel 1935. La frase originalmente pronunciata dal Führer era infatti: «Flink wie Windhunde, zäh wie Leder und hart wie Kruppstahl».
A Heino è stato sovente rimproverato di arrotare la "R" quando canta (accusa rivolta spesso anche a Till Lindemann, cantante dei Rammstein), nel tipico modo in cui viene pronunciata nei dialetti dell'Austria del sud e caratteristica del modo di parlare di Adolf Hitler.
Durante l'Apartheid, Heino ha inoltre cantato dal vivo davanti ai contadini in Sudafrica, quando gli artisti internazionali attuarono invece un boicottaggio rifiutandosi di tenere concerti in quella nazione, decisione a proposito della quale afferma di non essersi mai pentito.
Heino ha tuttavia spesso negato ogni sua simpatia filo-nazista, dichiarando di aver sempre votato socialdemocratico, di non approvare le simpatie che movimenti neo-nazisti provano nei suoi confronti (suoi dischi venivano venduti in cataloghi di dischi di estrema destra), ricordando che non prova alcuna nostalgia nei confronti del Terzo Reich dal momento che il padre è morto durante la seconda guerra mondiale arruolato nella Wehrmacht.
Inoltre Heino ha eseguito cover di canzoni appartenenti alla tradizione e alla cultura tedesca di ogni connotazione , anche brani di cui si è appropriata la sinistra, come ad esempio Wir sind des Geyers schwarzer Haufen, canto proveniente dalla Guerra dei contadini tedeschi del XVI secolo, eseguito da Heinrich Von Röder e musicato da Fritz Sotke nel 1919 con il proposito di farne un canto rivoluzionario per la Räterepublik di Karl Liebknecht e Rosa Luxemburg. Stilisticamente, questo testo si basa sulle richieste e la retorica dei contadini durante la guerra dei contadini e la tendenza anticlericale appare chiaramente ad esempio nella seconda strofa:
La canzone ha in tutto 13 strofe ed è stata cantata nel periodo tra le due guerre da gruppi rivoluzionari sia di sinistra che di destra e utilizzata dai nazisti nella lotta contro la Chiesa cattolica. Inoltre il brano fa parte delle canzoni ufficiali delle SS.

## Merchandising
Heino ha affiancato alla propria produzione discografica anche un considerevole merchandising che comprende, tra le altre cose, una bambola in ceramica con le sue fattezze; i suoi caratteristici occhiali da sole (Heino die Kult-Brille); grappe e altri distillati aromatizzati compresa la Enzian, la grappa di genziana protagonista della sua celebre canzone Blau blüht der Enzian; un profumo in due versioni, per "lui" (Heino Mein Parfum) e per "lei" (Heino Dein Parfum).
Con l'introduzione della nuova immagine nel 2013, è stato realizzato ulteriore merchandising che comprende t-shirt, felpe, toppe e tazze con il suo nuovo logo e un nuovo profumo chiamato Enzian, commercializzato nel 2015.

## Nella cultura di massa
- Heino viene citato insieme a Elvis Presley, Prince e Helmut Kohl nella canzone Hier Kommt Kurt di Frank Zander.
- Il cantante neofolk Boyd Rice e il musicista punk Jello Biafra sono fan e sostenitori di Heino, cosa che ha contribuito a farlo conoscere negli ambienti del rock alternativo dei paesi anglofoni.[2]
- Heino è da tempo oggetto di caricature da parte di imitatori che ne parodiano l'aspetto e il modo di vestire. Tra i più popolari imitatori di Heino vi sono il tedesco Norbert Hähnel e l'attore statunitense Marc Hickox.[2] Hähnel, che, proveniente dalla scena punk e Neue Deutsche Welle, negli anni ottanta si esibiva con il nome "der wahren Heino" ("il vero Heino", in tedesco), ebbe problemi legali che lo portarono a dover pagare una multa e scontare alcuni giorni di prigione come conseguenza di una causa mossagli dalla casa discografica di Heino.[2]
- Nel 2013 il canale televisivo Arte ha dedicato ad Heino un documentario, diretto da Oliver Schwabe, in occasione del suo "rientro" in versione hard rock, intitolato Heino - Made in Germany. Il documentario percorre la lunga carriera del cantante tedesco dai suoi esordi fino ai fenomeni di popolarità e imitazione.[29]

## Discografia parziale

### Discografia con Die 3 Küchenbuben/OK Singers

#### Singoli
- 1965 - Die Köchin sprach zum Koch/Die Kaltmamsell vom Parkhotel (come Die 3 Küchenbuben)
- 1965 - Die Susi mit dem Mini-Rock/Lieschen dein Blüschen... (come OK Singers)
- 1965 - Ich muss immer lachen/Ich muss immer weinen (come OK Singers)
- 1965 - Ich kann nie mehr von dir geh'n (I Never Get Over You)/Johnny kehr' um (come OK Singers)
- 1967 - Und Sie heisst Monika/Alle kleinen Mädchen (come OK Singers)

### Discografia con Heino & Hannelore

#### Album
- 1984 - Die Liebe ist das Gold des Lebens

#### Raccolte
- 1996 - Lieder der Volksmusik

#### Singoli
- 1984 - Halt dich fit - wander mit/Zwei Herzen und vier Wanderschuh'
- 1984 - Ich will dich nie mehr weinen sehn/Mein Liebestraum (Barcarole)

### Discografia solista

#### Album in studio
- 1966 - Heino
- 1967 - Kein schöner Land in dieser Zeit
- 1969 - Festliche Choräle und Weihnachtslieder
- 1969 - Wir lieben die Stürme
- 1969 - Weihnachten mit Heino |note=con Westfälischen Nachtigallen e Botho-Lucas-Chor
- 1969 - ...und Sehnsucht uns begleitet
- 1970 - Hey Capello
- 1970 - Weit ist der Weg...
- 1970 - Halli, Hallo, wir fahren
- 1971 - Liebe Mutter... Ein Blumenstrauß, der nie verwelkt
- 1972 - 28 Seemannslieder
- 1972 - Die schönsten Volkslieder der Welt
- 1973 - Edelweiss/La Montanara
- 1974 - Deutsche Weihnacht ...Und festliche Lieder
- 1974 - Sonntagskonzert
- 1975 - Die schönsten deutschen Fahrtenlieder
- 1975 - Fahrtenlieder-Album
- 1975 - Wenn Abends die heide Träumt
- 1977 - Heino und die lustigen Musikanten
- 1977 - Ich hab' ehrfurcht vor schneeweißen Haaren
- 1977 - Mein Vaterland
- 1977 - Uns geht die Sonne nicht unter (Heim - und Vaterlandslieder)
- 1978 - Hurra, wir fahr'n ins Grüne con i Sonntagskinder
- 1980 - Die schönsten deutschen Jagd- und Heidelieder
- 1980 - Die schönsten deutschen Volkslieder
- 1980 - Die schönsten deutschen Heimat- und Vaterlandslieder
- 1980 - Die schönsten Seemannslieder
- 1980 - Die schönsten deutschen Wanderlieder
- 1981 - Die schönsten Lieder zum Familienfeste
- 1981 - Lieder der Berge
- 1983 - Lieder der Meere
- 1983 - Schöne deutsche Heimat
- 1984 - Südafrika 1984
- 1984 - Die Stimme der Heimat
- 1987 - Casablanca Traume die niemals vergehn
- 1990 - Meine schönsten Lieder zur Weihnachtszeit
- 1990 - Willkommen bei Heino
- 1993 - Die schönsten Lieder der Welt
- 2013 - Mit freundlichen Grüssen
- 2014 - Schwarz blüht der Enzian
- 2016 - Arschkarte
- 2018 - und Tschüss - Das letzte Album

#### Album dal vivo
- 2013 - Das suedwester Lied

#### Raccolte
- 1969 - Wir lieben die Stürme
- 1970 - Karamba, Karacho, ein Whisky
- 1970 - Seine grossen Erfolge
- 1970 - Hey Capello
- 1970 - Heino
- 1970 - Die Besten von Heino
- 1971 - In einer Bar in Mexico - Seine großen Erfolge Nr. 2
- 1971 - ...Meine schönsten Lieder
- 1972 - Seine grossen Erfolge 3
- 1973 - Edelweiss / La Montanara
- 1973 - Seine großen Erfolge 4
- 1975 - Seine Großen Erfolge 5
- 1975 - Wir wollen zu Land ausfahren - Die schönsten Fahrtenlieder
- 1976 - 20 Super Hits - Seine allergrößten Erfolge
- 1976 - Mein Star
- 1976 - Die allerbesten von Heino
- 1977 - Seine großen Erfolge 1&2
- 1977 - Sing mit Heino Folge 1 und 2
- 1977 - Sing mit Heino Folge 3 und 4
- 1977 - Sing mit Heino Folge 5 und 6
- 1977 - Ich hab' ehrfurcht vor schneeweißen Haaren
- 1977 - Super Hits
- 1978 - Seine großen Erfolge 6
- 1978 - Seine Großen Erfolge 5&6
- 1978 - Aus grauer Städte Mauern
- 1979 - Vom Alpenland zum Nordseestrand con MGV Bleifeld e Die Sonntagskinder
- 1979 - Supergold
- 1979 - Sing mit Heino Folge 7 und 8
- 1979 - Sing mit Heino Folge 9 und 10
- 1979 - Sing mit Heino Folge 11 und 12
- 1979 - Sing mit Heino Folge 13 und 14
- 1980 - Seine großen Erfolge 3&4
- 1981 - Latest Hits No. 7
- 1981 - Lieder der Berge
- 1981 - Lieder der Berge 2
- 1989 - Auf hoher See (Sing mit Heino)
- 2013 - Blau blüht der Enzian - Seine schönsten Lieder

#### Singoli
- 1966 - 13 Mann und ein Kapitän/Jenseits des Tales
- 1967 - Wenn die Bunten fahnen weh'n/Wenn dir alle Untreu werden...
- 1967 - Wenn Es Wieder Schneit/Süßer Die Glocken Nie Klingen
- 1967 - Wir lieben die Stürme/Was träumen Matrosen
- 1967 - Wir wollen zu Land ausfahren/Der Fremdenlegionär
- 1968 - Treue Bergvagabunden/Schwer mit den Schätzen des Orients Beladen
- 1968 - Zu der Ponderosa reiten wir/Zwei weisse Möwen
- 1968 - Die Sonne von Mexico/Seemannslos
- 1969 - Karamba, Karacho, ein Whisky/Heute geht die Sehnsucht zu dir auf die Reise
- 1969 - Hey Capello (Es lebt eine Frau in Spanien) /Ay, Ay, Ay, Paloma
- 1969 - Wenn die Kraniche zieh'n/In Junkers Kneipe
- 1970 - In einer Bar in Mexico/Fernweh
- 1971 - Mohikana Shalali/Von den Bergen wauscht ein Wasser
- 1972 - La Montanara/Schneewalzer
- 1972 - Carnaval in Rio/Überall
- 1972 - Blau blüht der Enzian/Irgendwann sind alle gleich
- 1973 - Tampico/Es ist nie zu spät für ein neues Leben
- 1973 - Edelweiss (Soll Ich denn mein junges Leben...)/Wandern, ach Wandern (Der Rattenfänger)
- 1974 - ... Und Sie hieß Lulalei/Im Rosengarten
- 1974 - Polenmädchen/O, Annemarie (Unterm Dach, juche...)
- 1975 - Die Schwarze Barbara/Böhmerwald
- 1976 - Das Kufsteinlied/Hohe Tannen
- 1976 - Komm In Meine Wigwam (Regenbogen-Johnny)/Blume der Berge (Tiroler Bergsteigerlied)
- 1976 - Die Lustigen Holzhacker-Bub'n/Marleen - Marleen - Marleen (Am Rio De La Bamba)
- 1976 - Hipp Hipp Hurra (Westerwaldlied - Lore,Lore,Lore)/Südwestlied
- 1976 - Wolken Wind en de Zee/Aloah Oe
- 1977 - Roswitha (Eines Abends In Der Dämmerstunde)/Glückauf, Glückauf!
- 1977 - Schönes Mädchen/Rolling Home
- 1978 - In Honolulu/Im Wald, da sind die Räuber
- 1978 - Veronika/Schunkelwalzer
- 1979 - Maria Linda/Komm mit in meine Heimat
- 1979 - Beim alten Bill in Oklahoma/Maleika
- 1979 - Mary Rose/Vom Alpenrand zum Nordseestrand
- 1980 - Molly-Malone/Bier - Bier - Bier
- 1980 - La Pastorella (Die Schäferin von Val Gardena)/Erzherzog-Johann-Jodler
- 1981 - Hast du Money ... / El Zecho und Don Promillo
- 1981 - So'n kleiner Garten vor der Stadt/Mein Berchtesgadener Land
- 1981 - Das Allerbeste von Heino
- 1982 - Sonnenschein - Glücklichsein/Kleine Kellnerin aus Heidelberg
- 1982 - Liebling, Du tust mir so gut/In Millers Kneipe
- 1983 - Traumschiff nach Hawaii/Die schwarze Galeere
- 1985 - Barcelona/Wenn Du noch eine Mutter hast
- 1986 - San Bernardino/Lieder der Berge
- 1986 - Schade Christin'/Ich hab' schon Steine weinen seh'n
- 1987 - Casablanca... Träume, die niemals vergehen/Freunde der Nacht
- 1989 - Enzian
- 1989 - Haselnuss/Ade, zur guten Nacht
- 1990 - Santa Maria Del Mar/König Fußball
- 1990 - Freiheit und Gerechtigkeit/Leise fällt der Schnee auf die Taiga
- 1990 - Folk Dance Classics Vol. 1 con D.J. N-Zian
- 1996 - Dicke Dinger
- 1996 - Die deutsche Nationalhymne
- 2002 - Blau blüht der Enzian con Antonia
- Die besten Jahre/Wie ein Vogel im Wind

#### Partecipazioni
- 2015 - AA.VV. Herzliche Grüße aus dem Heino Rathaus Cafe

## Filmografia parziale

### Cinema
- Blau blüht der Enzian, regia di Franz Antel (1973)
- Due uomini per Pauline (Ein Mann für jede Tonart), regia di Peter Timm (1993)
- Schwarz blüht der Enzian, regia di Norbert Heitker (2014), cortometraggio

### Televisione
- Großes Glück zu kleinen Preisen, regia di Dieter Pröttel (1975), film per la televisione
- Lustige Musikanten, regia di Kurt Ulrich (1976), film per la televisione
- Der Lorbeerkranz, regia di Karl-Heinz Kreienbaum (1983), film per la televisione
- Dalli Dalli, serie televisiva, 1 episodio (1983)
- Melodien für Millionen, serie televisiva, 1 episodio (1985)
- Heino - Die Show (2005), film per la televisione
- Lachen mit Heinz Schenk, regia di Christian Stöffler (2009), film per la televisione
- Heino - Made in Germany, regia di Oliver Schwabe (2013), documentario per la televisione

## Libri
- (DE) Heino - Und sie lieben mich doch. Die Autobiographie, Edition Ferenczy, 1995, ISBN 3-7654-2728-4.
- (DE) Mein Weg. Autobiografie, Bastei Lübbe, 2005, ISBN 3785725329.

## Premi e riconoscimenti
- 1990 - Premio Bambi